# Relevos de Laquis

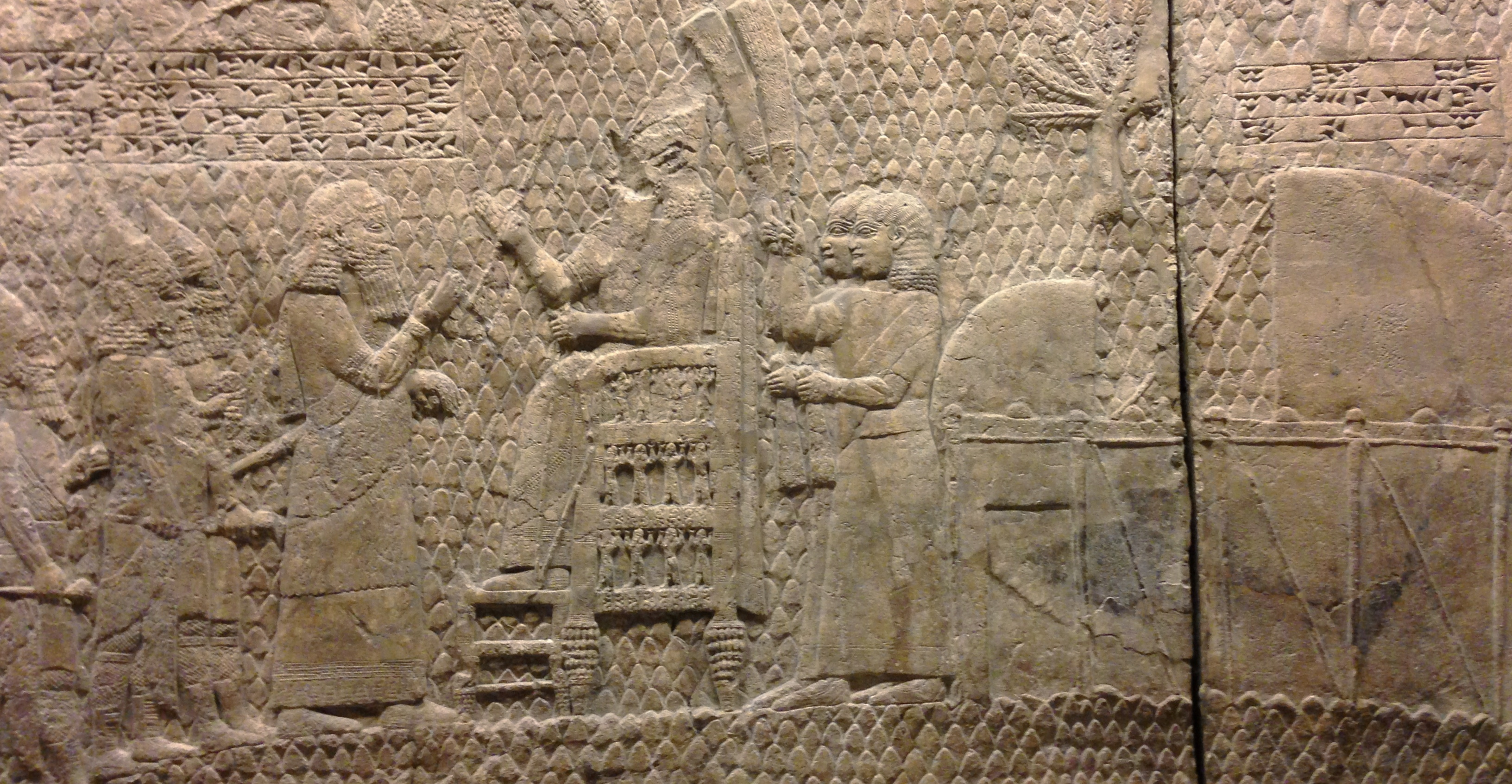
A única inscrição que identifica a localização representada nos relevos diz: "Senaqueribe, o poderoso rei, rei do país da Assíria, sentado no trono do julgamento, antes (ou na entrada) da cidade de Laquis (Laquixa). Dou permissão para o seu abate". Número de identificação: BM 124911

Os relevos de Laquis são um conjunto de relevos de palácios assírios que narram a história da vitória assíria sobre o reino de Judá durante o cerco de Laquis em 701 a.C.. Esculpido entre 700 e 681 a.C., como uma decoração do Palácio Sudoeste de Senaqueribe em Nínive (no Iraque moderno), o relevo está hoje no Museu Britânico em Londres, e foi incluído como item 21 na série da BBC Radio 4 a Uma História do Mundo em 100 Objetos, do ex-diretor do museu Neil MacGregor. A sala do palácio, onde o relevo foi descoberto em 1845-1847, estava totalmente coberta com o "relevo de Laquis" e tinha 12 m (39,4 ft) de largura e 5,10 m (16,7 ft) de comprimento. A sequência da caçada ao leão de Assurbanípal foi encontrada no mesmo palácio.

## Identificação

Cerco de Laquis. Inscrição: "Senaqueribe, Rei do Universo, Rei da Assíria, senta-se em um trono e os despojos de Laquis são exibidos diante dele." Museu Britânico

Os relevos foram descobertos por Austen Henry Layard, então com 28 anos, durante escavações em 1845-1847. Comentando sobre a inscrição acima da figura sentada de Senaqueribe, Layard escreveu:
Aqui, portanto, estava a imagem real da tomada de Laquis, a cidade como sabemos pela Bíblia, sitiada por Senaqueribe, quando ele enviou seus generais para exigir o tributo de Ezequias, e que ele havia capturado antes de seu retorno; evidências do caráter mais notável para confirmar a interpretação das inscrições e para identificar o rei que fez com que fossem gravadas com o Senaqueribe da Escritura. Essa série altamente interessante de baixos-relevos continha, além disso, uma representação indubitável de um rei, uma cidade e um povo, cujos nomes conhecemos, e de um evento descrito nas Sagradas Escrituras.— Austen Henry Layard
Layard observou em sua obra que Henry Rawlinson, o "Pai da Assiriologia", discordou da identificação como o Laquis bíblico. Rawlinson escreveu em 1852: "Ao mesmo tempo, é dificilmente possível que a captura de Laquitsu, que é figurada da maneira mais elaborada nas paredes do palácio de Senaqueribe em Nínive, possa se referir a esta cidade, como a dois nomes são escritos de forma bem diferente nos caracteres cuneiformes." Layard e os outros negaram a identificação de Rawlinson, e a identificação como o Laquis bíblico prevaleceu.
O pesquisador israelense Yigael Yadin mostrou que as imagens das paredes e da cidade retratadas se encaixam nas paredes descobertas e na cidade vista de um certo ponto próximo às escavações de Tel Laquis. As descrições mostradas nos relevos foram comparadas com aquelas escritas sobre Laquis na Bíblia e também foram consideradas semelhantes.

## Interpretação

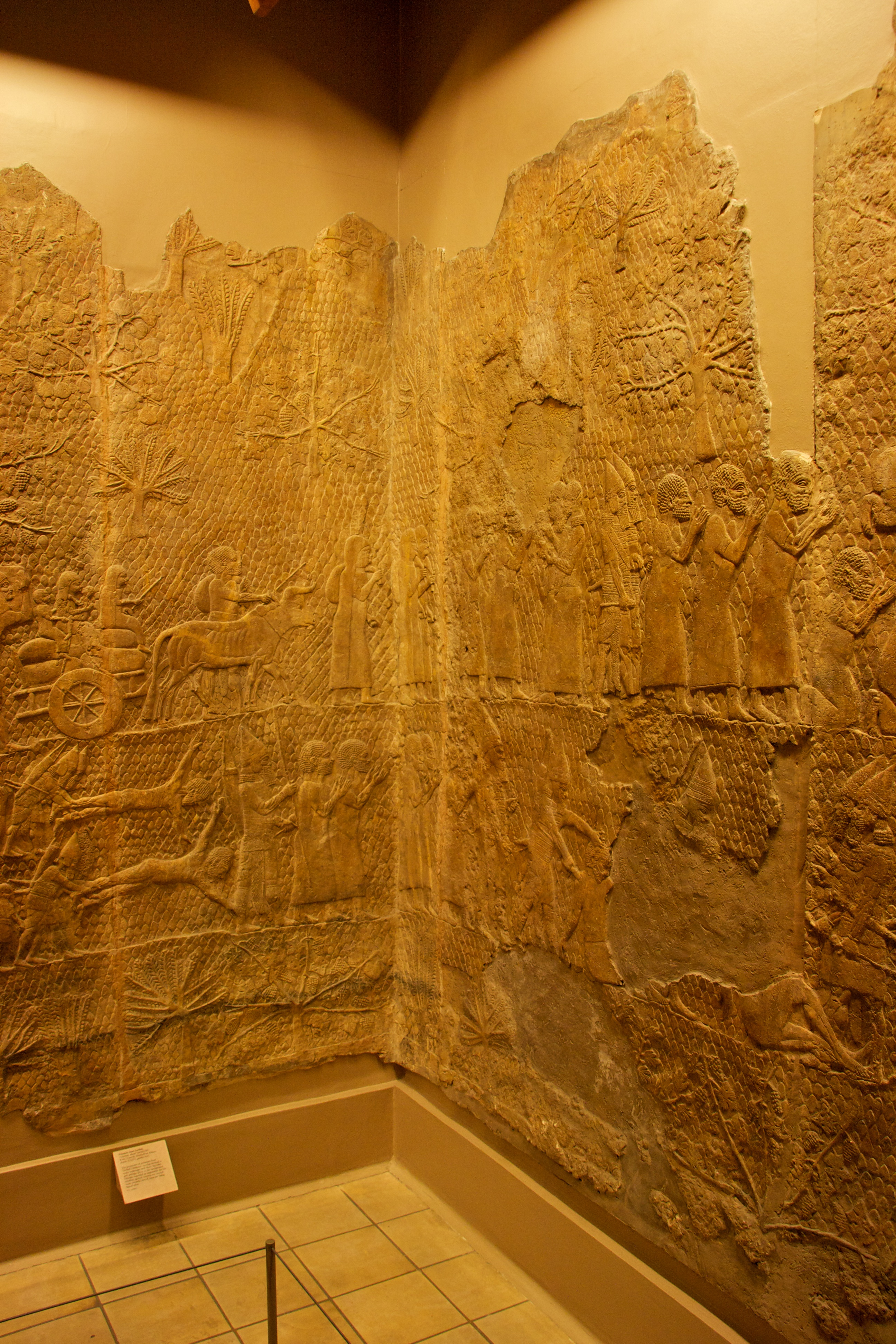
Relevo de Laquis, Museu Britânico

Os eventos em torno da conquista de Laquis são registrados em um número incomparável de fontes para o século VIII a.C.; na Bíblia Hebraica, os relevos de Laquis, prismas cuneiformes assírios e nas escavações arqueológicas em Laquis. As conquistas de Senaqueribe nas cidades judias, sem a capital Jerusalém, são mencionadas na Bíblia, no livro dos Reis, no Livro das Crônicas e no livro de Isaías.
"Mais tarde, quando Senaqueribe, rei da Assíria, e todas as suas forças sitiaram Laquis, ele enviou seus oficiais a Jerusalém com esta mensagem para Ezequias, rei de Judá, e para todo o povo de Judá que ali estava." – (II Crônicas 32:9)
"E aconteceu que no décimo quarto ano do rei Ezequias que Senaqueribe, rei da Assíria, subiu contra todas as cidades fortificadas de Judá e as tomou." – (Isaías 36:1–2)

Em seus anais, Senaqueribe afirmou que destruiu 46 cidades e vilas fortificadas de Judá e fez 200.150 cativos, embora o número de cativos seja visto hoje como um exagero. Ele também afirmou que sitiou o rei Ezequias de Judá em Jerusalém "como um pássaro na gaiola". Grabbe e outros estudiosos hoje consideram a cidade retratada no relevo de Laquis como sendo Jerusalém. Eles ressaltam que, como Jerusalém não foi capturada pelos assírios, o artista de Nínive que esculpiu o relevo "acrescentou simplesmente Laquisu em vez de "Ursalimu" (Jerusalém). Outros autores apontam que o cerco de Jerusalém não é retratado no relevo de Laquis porque resultou em fracasso e o relevo foi visto como uma forma de compensação por não ter conquistado Jerusalém. O tamanho do relevo, sua posição na sala central de seu palácio e o fato de que o relevo de Laquis constitui o único retrato de batalha criado por Senaqueribe, indicam a importância que ele deu a esta batalha e suposta vitória sobre Judá.